# Pantoporia continua
Pantoporia continua är en fjärilsart som beskrevs av Otto Staudinger 1888. Pantoporia continua ingår i släktet Pantoporia och familjen praktfjärilar. Inga underarter finns listade i Catalogue of Life.